# Kabinett Cavour II
Das Kabinett Cavour II regierte das Königreich Sardinien-Piemont vom 4. Mai 1855 bis zum 19. Juli 1859. Die Regierung des konservativen Ministerpräsidenten Camillo Benso von Cavour stützte sich, wie schon das davor amtierende Kabinett Cavour I, auf eine größere parlamentarische Koalition (Connubio), die auch die progressiven Demokraten einschloss. Die beiden ersten Regierungen Cavours bereiteten Sardinien-Piemont zwischen 1852 und 1859 auf eine Auseinandersetzung mit dem Kaisertum Österreich vor, das weite Teile Italiens beherrschte und einer Einigung des Landes somit entgegenstand. Im zweiten Unabhängigkeitskrieg trat Cavour 1859 aus Protest gegen den Vorfrieden von Villafranca zurück. Es folgte das Kabinett La Marmora I.

## Minister

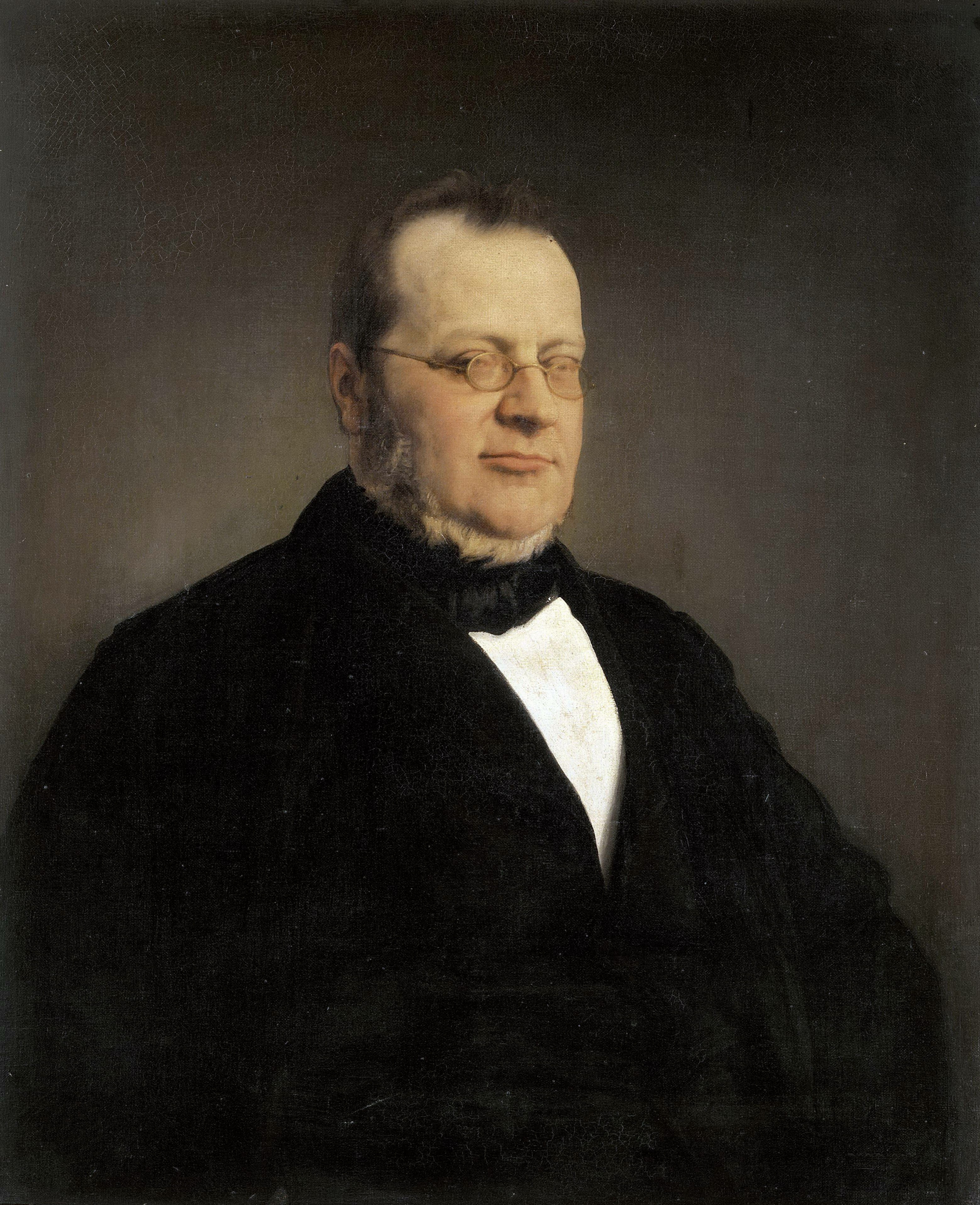
Graf von Cavour

| Ministerien                       | Name |
| --------------------------------- | --- |
| Ministerpräsident                 | Camillo Benso von Cavour                                                                                               |
| Äußeres                           | Camillo Benso von Cavour (bis 31. Mai 1855) Luigi Cibrario (bis 5. Mai 1856) Camillo Benso von Cavour (ab 5. Mai 1856) |
| Inneres                           | Urbano Rattazzi (bis 15. Januar 1858) Camillo Benso von Cavour (ab 15. Januar 1858)                                    |
| Justiz und Kirchenangelegenheiten | Giovanni De Foresta |
| Krieg                             | Giacomo Durando (bis 16. Januar 1856) Alfonso La Marmora (ab 16. Januar 1856)                                          |
| Finanzen                          | Camillo Benso von Cavour (bis 15. Januar 1858) Giovanni Lanza (ab 15. Januar 1858)                                     |
| Öffentliche Arbeiten              | Pietro Paleocapa (bis 19. November 1857) Bartolomeo Bona (ab 19. November 1857)                                        |
| Bildung                           | Luigi Cibrario (bis 31. Mai 1855) Giovanni Lanza (bis 18. Oktober 1858) Carlo Cadorna (ab 18. Oktober 1858)            |
| Ohne Geschäftsbereich             | Pietro Paleocapa (ab 19. November 1857)                                                                                |